# Biorno no Montículo

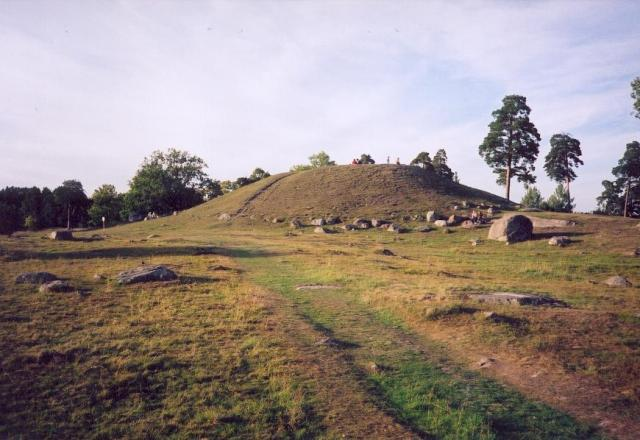
O chamado Montículo de Biorno (Kung Björns hög) em que se pensava estar sepultado o rei Biorno no Montículo

Biorno no Montículo (conhecido na Suécia como Björn på Högen; referido na Saga de Hervör como Björn at Haugi) foi um rei lendário dos Suíones no século IX. Possivelmente é este o rei Biorno que reinava em Birka durante a visita do missionário Ansgário de Hamburgo, mencionado por Rimberto de Hamburgo na sua crónica Vida de Ansgário. Segundo a Saga de Hervör (saga lendária islandesa do século XIII), Biorno (Björn) era filho de Érico, filho de Björn (Erik Björnsson), e teria reinado com Anundo de Uppsala (Anund Uppsale), em co-regência.
|  |  |  |  |  |  |  |  |  |  |  |  |  |  |                                    |                                    |                                    |                                    |                                       |                                       |                                       |                                       |                                       |                                       | Biorno Flanco de Ferro Björn Järnsida |                                 |                                 |                                 |  |  |                                      |                                      |                                      |                                      |                                      |                                      |  |  |  |  |  |  |  |  |  |  |  |  |
|  |  |  |  |  |  |  |  |  |  |  |  |  |  |                                    |                                    |                                    |                                    |                                       |                                       |                                       |                                       |                                       |                                       |                                       |                                 |                                 |                                 |  |  |                                      |                                      |                                      |                                      |                                      |                                      |  |  |  |  |  |  |  |  |  |  |  |  |
|  |  |  |  |  |  |  |  |  |  |  |  |  |  |                                    |                                    |                                    |                                    |                                       |                                       |                                       |                                       |                                       |                                       |                                       |                                 |                                 |                                 |  |  |                                      |                                      |                                      |                                      |                                      |                                      |  |  |  |  |  |  |  |  |  |  |  |  |
|  |  |  |  |  |  |  |  |  |  |  |  |  |  |                                    |                                    |                                    |                                    | Érico, filho de Biorno Erik Björnsson | Érico, filho de Biorno Erik Björnsson | Érico, filho de Biorno Erik Björnsson | Érico, filho de Biorno Erik Björnsson | Érico, filho de Biorno Erik Björnsson | Érico, filho de Biorno Erik Björnsson |                                       |                                 |                                 |                                 |  |  | Príncipe Refil                       | Príncipe Refil                       | Príncipe Refil                       | Príncipe Refil                       | Príncipe Refil                       | Príncipe Refil                       |  |  |  |  |  |  |  |  |  |  |  |  |
|  |  |  |  |  |  |  |  |  |  |  |  |  |  |                                    |                                    |                                    |                                    | Érico, filho de Biorno Erik Björnsson | Érico, filho de Biorno Erik Björnsson | Érico, filho de Biorno Erik Björnsson | Érico, filho de Biorno Erik Björnsson | Érico, filho de Biorno Erik Björnsson | Érico, filho de Biorno Erik Björnsson |                                       |                                 |                                 |                                 |  |  | Príncipe Refil                       | Príncipe Refil                       | Príncipe Refil                       | Príncipe Refil                       | Príncipe Refil                       | Príncipe Refil                       |  |  |  |  |  |  |  |  |  |  |  |  |
|  |  |  |  |  |  |  |  |  |  |  |  |  |  |                                    |                                    |                                    |                                    |                                       |                                       |                                       |                                       |                                       |                                       |                                       |                                 |                                 |                                 |  |  |                                      |                                      |                                      |                                      |                                      |                                      |  |  |  |  |  |  |  |  |  |  |  |  |
|  |  |  |  |  |  |  |  |  |  |  |  |  |  | Biorno no Montículo Björn på Högen | Biorno no Montículo Björn på Högen | Biorno no Montículo Björn på Högen | Biorno no Montículo Björn på Högen | Biorno no Montículo Björn på Högen    | Biorno no Montículo Björn på Högen    |                                       |                                       | Anundo de Uppsala Anund Uppsale       | Anundo de Uppsala Anund Uppsale       | Anundo de Uppsala Anund Uppsale       | Anundo de Uppsala Anund Uppsale | Anundo de Uppsala Anund Uppsale | Anundo de Uppsala Anund Uppsale |  |  | Érico, filho de Refil Erik Refilsson | Érico, filho de Refil Erik Refilsson | Érico, filho de Refil Erik Refilsson | Érico, filho de Refil Erik Refilsson | Érico, filho de Refil Erik Refilsson | Érico, filho de Refil Erik Refilsson |  |  |  |  |  |  |  |  |  |  |  |  |

Eiríks synir, Bjarnar sonar, váru þeir Önundr uppsali ok Björn konungr. Þá kom Svíaríki enn í bræðra skipti; þeir tóku ríki eptir Eirík Refilsson. Björn konungr efldi þann bæ, er at Haugi heitir; hann var kallaðr Björn at Haugi. (Saga de Hervör – Capítulo XV, em nórdico antigo)